# Ковч Василій
о. Василій Ковч (1868, Малий Любінь — 28 березня 1941, Капустинці) — український греко-католицький священник, богослов, сповідник, громадський діяч,

## Життєпис

### Дитинство, юність, освіта

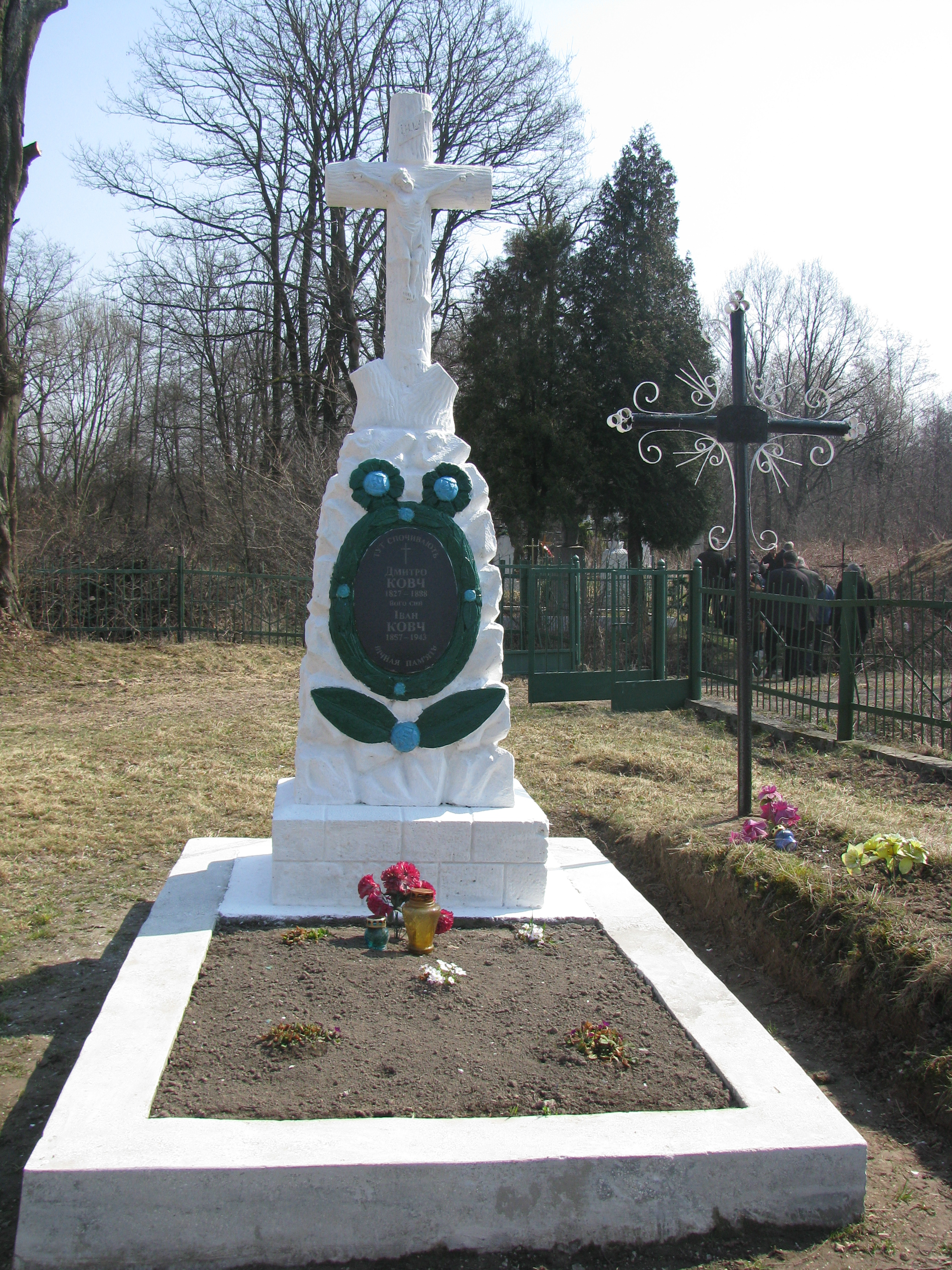
c. Малий Любінь, подвір'я церкви Пресвятої Трійці, могила Дмитра Ковча і його сина Івана, батька і брата о. Василія Ковча, багатолітніх паламарів цього храму.

Василій Ковч народився 1868 року в с. Малий Любінь (тепер Городоцький р-н., Львівська обл.) в сім'ї Дмитра Ковча (1827—1888 рр.) і Марії (з роду Кориляк) (1831—1891 рр.). Батько, Дмитро Ковч був заможною людиною, мав багато землі, велику пасіку (понад 100 вуликів), працював лісником, а ще був паламарем при церкві Пресвятої Трійці, організував відбудову церкви після страшної пожежі в 1885 р., пожертвував на неї чимало власних коштів. У подяку за ці заслуги перед Божою святинею і сільською громадою, за пропозицією пароха о. М. Гелітовича і дідича барона К. Бруніцкого його поховали на церковному подвір'ї. Брат Василя — Іван (1867—1943 рр.), успадкувавши батькову хату, за його прикладом, дбав про сільську церкву, 55 років був її паламарем. Коли у 1912 р. організувалась в селі школа на один клас і не було відповідного приміщення, відпустив половину своєї хати для учнівських занять.
Упокоївся Іван Ковч у віці 86 років. За заслуги перед храмом і громадою села його, також, поховали на церковному подвір'ї, біля батька. Ще один брат | Григорій Ковч, бувши священником, У 1918 р., вже немолодий (58 років) поступив на службу капеланом в II галицький корпус УГА. Помер 19 грудня 1919 р. в Старокостянтинові через епідемічний висипний тиф.
Закінчив гімназію у Львові, Львівський університет, навчався у Відні, Празі, Парижі, Римі. Володів багатьма іноземними мовами: польською, німецькою, чеською, італійською, китайською, староєврейською, латинь, іврит.

### Душпастирська праця
Ієрейські свячення дістав з рук Станіславського єпископа кир Андрея (Шептицького) в 1900 р.
1900 — 12 грудня 1906 рр. — співробітник у с. Росохач, Скальського деканату.
01 березня 1907 — 31 березня 1909 рр. — приватний співробітник в Улашківцях, Чортківського повіту на Тернопільщині.
З 01 квітня 1909 р. — експозит в Капустинцях, Чортківського повіту на Тернопільщині.
|  | В часі Першої світової війни, коли падало Поділля, авторитетного священника скеровано в село заріччя Надвірнянського повіту біля містечка Делятина. Тут він помагав вірним пережити нелегкі часи, дбав про навчання дітей. В червні 1916 року 11-й корпус австрійської армії на відтинку від Ланчина до Микуличина утримував оборону на лівому березі річки Прут. На жаль, 25 червня 1916 року при проведенні артобстрілу підрозділами 41-ї дивізії 16-го корпусу 7-ї російської царської армії дерев'яна церква Благовіщення Пресвятої Богородиці в Заріччі згоріла. |

Після війни о. Василій душпастирював у с. Улашківці, Скальського деканату.
Був ординованим шкільним комісаром на села Ланівці, Лисівці, Шипівці, Улашківці, Сосулівка, Росохач, Угринь, Олексинці.
12 листопада 1924 р. дістав крилошанські відзнаки.
Тривалий час служить в с. Капустинці на Тернопільщині.
|  | Відомо, що впродовж усього свого життя (о. Василій Ковч) багато писав, але чомусь свої праці не опублікував. Із того приводу збереглась розповідь про гостювання в о. В. Ковча внука його брата Івана, Мирослава Ковча. Мабуть, між ними велася розмова про видання священикових творів. Очевидно Мирослав Ковч наполягав, що оці твори за будь-яку ціну необхідно опублікувати, і почув у відповідь, що, власне, він повинен їх і видати, коли вивчиться на священника. Але, на жаль, так не сталося. За перших совєтів Мирослав Ковч опинився у тюрмі, вийшов на волю вже після війни... |

З приходом радянської влади рукописи о. Василя було конфісковано органами безпеки, і, скоріш за все, пропали назавжди.
Помер 28 березня 1941 р. Похований в с. Капустинці біля церкви. Після себе залишив великий маєток і збудований ним палац. На сьогодні одну половину палацу використовують для церковних відправ, а другу — для розміщення сестер монахинь.

### Заповіт о.Василія Ковча
|  | В ім'я Отця і Сина і Святого Духа. Амінь В честь Матері Божої з Помпей. Моя послідна воля. Я, о. Василій Ковч в Капустинцях при повнім розумі, свобідно, без примусу і помилки, на випадок моєї смерти, отсим розпоряджую моїм майном як слідує: 1. луг над річкою, сад-город з будинками господарськими, мешкальним домом і меблями, понад дванайцять моргів, набуті від Маріяна Кжижановського, записую чинові оо. Редемптористів греко-католицького обряду в Збоісках коло Львова з тим, щоби повисшого майна ніколи не продали і щоби відправили по 30 Служб Божих читаних званих Григоріяньских за душу о. Василія і за душу Меланії Ковч, в днях смерти обоїх по одній Службі Божій читаній за душі чистилища і щоби поставили статуу Матери божої Ласки на нашім гробі. 2.Званий Гуркалів город з будовлячою парцелею і поле пішак на чвертках, набуті від Івана Пасєчки мужа Марії записую згромадженю св. Родини в Гошові, щоби опікувалися дівицями і дівственивами обряду греко-католицького (...) Повновластцем і виконавцем сеї моєї послідної волі установлєю Дмитра Ковальчука з Улашковець, а на випадок єго смерти Михайла Пасєчку Семаня з Капустинець. Капустинці 22 мая 1933 (тридцять третого) о. Василій Ковч греко-католицький душпастир |